# Homosexualität in der Slowakei

Slowakei

Homosexualität wird zwar in der Slowakei gesellschaftlich akzeptiert, die Ablehnung gegenüber gleichgeschlechtlichen Ehen und der Adoption durch gleichgeschlechtliche Paare ist aber groß.

## Rechtliche Situation
Homosexualität wurde 1962 in der Tschechoslowakei legalisiert. Im Jahre 1990 wurde die Homosexualität der Heterosexualität gleichgestellt und das Schutzalter auf 15 Jahre angeglichen.
Seit 2004 besteht auf gesetzlicher Ebene ein Antidiskriminierungsgesetz, das nach einer großen Novelle von 2008 eine Diskriminierung aufgrund sexueller Orientierung in den Bereichen Beschäftigung, Bildung, Eigentum, Gesundheitswesen sowie Zugang zu Waren und Dienstleistungen verbietet. Das Gesetz erging als Umsetzung der Antidiskriminierungsvorschriften der Europäischen Union. Homosexuelle Menschen können auch im Militär dienen.

### Anerkennung gleichgeschlechtlicher Partnerschaften
In der Slowakei ist weder eine gleichgeschlechtliche Ehe noch eine eingetragene Partnerschaft gesetzlich zugelassen. Gesetzesinitiativen auf Einführung einer eingetragenen Partnerschaft scheiterten 1997, 2000 und 2012 im Parlament. Im Mai 2014 wurde ein verfassungsrechtliches Verbot der gleichgeschlechtlichen Ehe verabschiedet. Seit September 2014 startet die katholische Kirchenleitung unter Erzbischof Stanislav Zvolenský in der Slowakei ein Referendum zum verfassungsrechtlichen Verbot gleichgeschlechtlicher Ehen, gleichgeschlechtlicher Adoptionen und eingetragener Partnerschaften. Im Oktober 2014 entschied das Verfassungsgericht, es sei verfassungswidrig, über ein Verbot eingetragener Partnerschaften abzustimmen. Am 27. November 2014 verkündete der Staatspräsident Andrej Kiska, dass das Referendum am 7. Februar 2015 stattfinden werde. Bei einer Beteiligung von 21 Prozent der Wahlberechtigten erreichte es allerdings nicht das notwendige Quorum. Im Dezember 2017 kündigte die Oppositionspartei SaS an, einen Gesetzesentwurf zur Einführung eingetragener Partnerschaften dem Parlament vorzulegen.

## Gesellschaftliche Situation
Eine kleine homosexuelle Community findet sich vorrangig in der Hauptstadt Bratislava. Viele homosexuelle Menschen wandern in liberaler geprägte europäische Nachbarländer (insbesondere in die tschechische Hauptstadt Prag) ab. Seit den 1990er besteht die LGBT-Organisation Ganymedes. In Bratislava finden seit einigen Jahren friedliche Demonstrationen für die Rechte homosexueller Menschen statt.
Eine Umfrage aus dem Jahre 2012 ergab, dass 47 Prozent der Bevölkerung sich für eingetragene Partnerschaften aussprechen und 38 Prozent diese ablehnen. Eine Umfrage aus dem Jahre 2008 ergab, dass 68 Prozent der Slowaken glauben, dass Homosexualität akzeptiert werden sollte.

### Referendum 2015
Am 7. Februar 2015 wurde eine Volksabstimmung gegen die Gleichstellung homosexueller Paare durchgeführt, um die bestehenden Gesetze dagegen zu stärken und eine Aufweichung durch die Europäische Union zu verhindern.
Das Referendum beinhaltete die folgenden drei Fragen:
- „Ist die Ehe nur eine Verbindung zwischen Mann und Frau?“
- „Sind Sie für das Verbot von Adoptionen durch gleichgeschlechtliche Paare?“
- „Dürfen Eltern die Teilnahme ihrer Kinder am Sexualkundeunterricht verweigern?“

Das Referendum löste eine gesellschaftliche Kontroverse aus. Bischöfe riefen unter anderem in einem Hirtenbrief zur Teilnahme auf und waren an der Finanzierung der „Allianz für die Familie“ beteiligt, die das Referendum beförderte. Papst Franziskus lobte das Engagement der Kirche drei Tage zuvor bei einer Audienz und sagte: „Ich grüße die Pilger aus der Slowakei und wünsche durch sie meine Anerkennung für die gesamte slowakische Kirche zum Ausdruck zu bringen, die jeden dazu auffordert, die Anstrengungen zur Verteidigung der Familie – der entscheidenden Keimzelle der Gesellschaft – fortzusetzen.“
Einige Fernsehsender weigerten sich, die Werbespots der „Allianz für die Familie“ zur Kampagne auszustrahlen. Entsprechend den Prognosen wurde die für den Erfolg des Referendums erforderliche Wahlbeteiligung von 50 Prozent nicht erreicht, da nur 21 Prozent am Referendum teilnahmen.

## Dúhový Pride

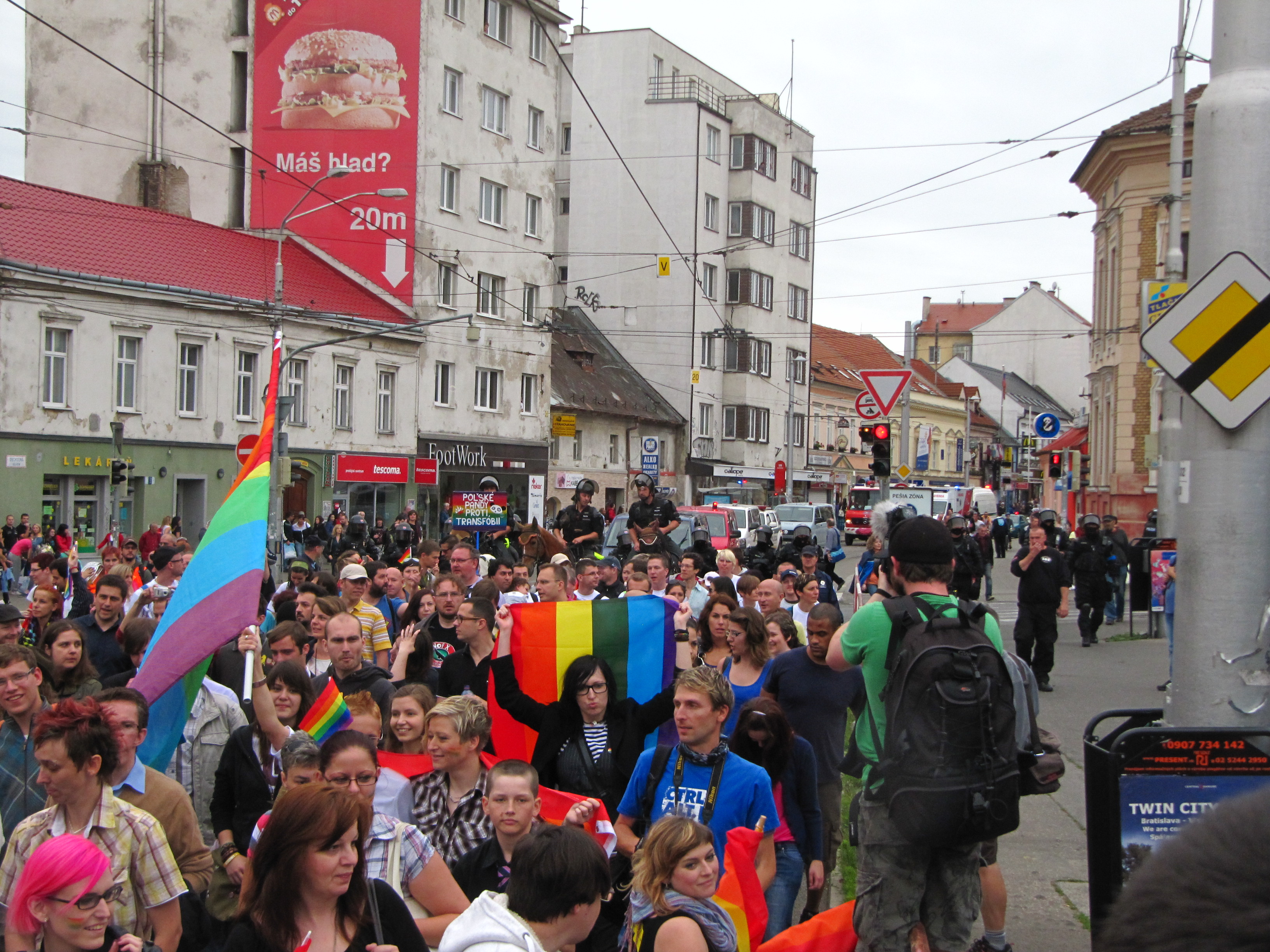
Dúhový Pride-Parade in Bratislava 2012

Seit 2010 wird in Bratislava entsprechend dem Christopher Street Day jährlich die Dúhový Pride Parade organisiert. Die erste Parade wurde wegen Gegendemonstrationen verhindert und führte zu gewalttätigen Auseinandersetzungen mit der Polizei.